# Allan Paivio
Allan Paivio (Thunder Bay, 29 marzo 1925 – 19 giugno 2016), già professore emerito di psicologia all'University of Western Ontario, tra i principali esponenti del cognitivismo, è stato uno studioso della "memoria permanente" (o a lungo termine) e dei relativi sistemi di immagazzinamento delle informazioni.

## Biografia
Allan Urho Paivio è nato a Thunder Bay, Ontario, nel 1925.
Nel 1956 aveva già conseguito tre lauree presso l'Università McGill e nel 1959 ottenne pure il dottorato di ricerca in psicologia presso la stessa universirà. Dal 1963 fino al suo pensionamento (1992) è stato professore di psicologia presso la University of Western Ontario, venendo quindi nominato professore emerito, ma mantenendo sempre la sua presenza all'università. È stato presidente della Canadian Psychological Association (1975) e fellow della Royal Society of Canada (1978); è stato pure consulente presso una società privata che si occupa di educazione correttiva in California. Nella sua carriera accademica, ha pubblicato diversi libri e più di 200 articoli perlopiù sulla sua teoria del doppio codice (o Dual Coding Theory), formulata a partire dal 1971, mettendo in evidenza il ruolo dell'immaginazione nei processi cognitivi. Si è interessato anche di memoria, linguaggio e cognizione.

## La teoria del doppio codice
Paivio definisce la sua teoria come "doppio codice" (o teoria del doppio sistema di codifica) in quanto sostiene l'esistenza di due distinti sistemi, presenti nella memoria, per codificare l'informazione appresa. Tale teoria nasce dalla critica alla comportamentismo e cognitivismo, in quanto quest'ultime considerano un oggetto attraverso un processo di etichettamento. Più in particolare, secondo le teorie comportamentiste e cognitiviste, un oggetto definito come ”uccello“ viene descritto attraverso le sue proprietà di animale, quindi come dotato di ali, di piume, capace di volare, etc. Ciò conduce ad una scissione tra il contenuto dell'oggetto e i sensi che lo hanno portato nella mente del soggetto conoscente. 
Secondo la teoria del doppio codice, esistono due sistemi di codifica dell'informazione, nettamente distinti: uno relativo all'individuazione ed elaborazione degli oggetti o eventi non verbali, l'altro relativo agli aspetti verbali. Le unità di base di cui è composto il sistema verbale sono definite logogens (logogeni) e contengono informazioni di cui il soggetto si serve per esprimere parole in modo sequenziale; invece, le unità di base che costituiscono il sistema non verbale sono definite imagens (immageni) e permettono di generare immagini mentali. Quest'ultime derivano da esperienze percettive, somatiche, visive e uditive, poi elaborate dalla mente, per cui un contenuto di pensiero ha valore, senso, solo se conduce facilmente ad una immagine mentale. 
I due sistemi di codifica di Paivio, sono correlati fra di loro, in maniera biunivoca, per cui l'informazione presente in uno dei due sistemi di codifica può attivare un processo nell'altro, attraverso delle connessioni referenziali, e viceversa; più in particolare, la descrizione verbale di un oggetto può generare un'immagine mentale e, viceversa, un'immagine mentale può condurre ad una descrizione verbale. Paivio sostiene che l'informazione viene appresa primariamente attraverso l'esperienza; inoltre, sussistono relazioni tra immagine e parola che forniscono valore simbolico ai vari contenuti mentali. In conclusione, la conoscenza, secondo Paivio, è data dalla capacità d'integrare l'informazione verbale con quella visiva e viceversa, nonché associare quest'ultima ad altre informazioni, e così via.

### Applicazioni
La teoria del doppio codice è stata applicata alla mnemotecnica, nella soluzione di problemi (problem-solving) e, in generale, nella teoria dell'apprendimento. È stata anche impiegata nell'ambito della formazione al lavoro, utilizzando programmi multimediali per illustrare come funziona un certo strumento od apparecchio, nonché per trovare la soluzione di un problema legato al contesto lavorativo. Essa è stata pure applicata, proficuamente, in ambito pedagogico primario, in particolare nell'insegnamento ai bambini a leggere correttamente: in concreto, si mostra un'immagine con la parola corretta stampata vicino alla figura, secondo un principio didattico simile a quello già sperimentato, con successo, da Alberto Manzi.

## Opere
- Imagery and Verbal Processes (1971);
- Psychology of Language (1981);
- Mental Representations. A Dual Coding Approach (1986);
- Images in Mind. The Evolution of a Theory (1991);
- Mind and Its Evolution (2006).